# Більмачівка (роз'їзд)
Більмачі́вка — роз'їзд 5-го класу Полтавської дирекції Південної залізниці на лінії Курінь — Прилуки між роз'їздом Варварівський (14 км) та станцією Ічня (19 км). Розташований поблизу села Більмачівка Ніжинського району Чернігівської області.

## Історія
Станція Більмачівка відкрита 1914 року, на діючій з 1912 року залізничній лінії Бахмач — Ічня. Нині станція переведена до категорії — роз'їзд.

## Пасажирське сполучення
На роз'їзді зупиняються приміські поїзди сполученням Бахмач-Пасажирський — Гребінка.